# Саліцилова кислота
Саліци́лова кислота (від лат. salix — верба) — безбарвна кристалічна органічна кислота, яку широко використовують в органічному синтезі й яка функціонує як рослинний гормон. Вона є похідним метаболізму саліцилу. Найвідоміший препарат в лікуванні акне. Речовину синтезував Рафаель Піріа 1838 року.

## Історія
Грецький лікар Гіппократ писав у п'ятому столітті до нашої ери про порошок витягнутий з кори верби, який полегшував біль і знижував температуру. Цей засіб також згадується в текстах стародавніх шумерів, Лівану і Ассирії. Черокі та інші корінні американці використовували настій з кори для лікування гарячки та в інших лікувальних цілях протягом століть. Преподобний Едвард Стоун, вікарій із Чіппінг Нортон, Оксфордшир, Англія, в 1763 році відзначив, що кора верби є ефективним засобом у зниженні температури при гарячці.
Активний екстракт з кори, саліцин, був виділений і названий німецьким хіміком Йоганном Андреасом Бюхнером 1826 року. Більша кількість речовини була виділена 1828 року Анрі Леру, французьким фармацевтом. Раффаель Піріу, 1838 року зміг виділити чисту саліцилову кислоту.
Саліцилова кислота також була виділена з трави гадючник в'язолистий німецькими дослідниками 1839 року.

## Фізичні властивості
Саліцилова кислота легко розчинна в етанолі, діетиловому ефірі, малорозчинна в сірковуглеці. Розчинність у воді (г/л): 0,8 (0 °C), 1,8 (20 °C), 8,2 (60 °C), 20,5 (80 °C)

## Хімічні властивості
Саліцилова кислота має формулу C6H4(OH)COOH, погано розчинна у воді (0,2 г на 100 мл Н2О при 20 °C).
Є двоосновною кислотою: pK1 = 2,7, pK2 = 7,5.
Реакційна здатність бензольного ядра саліцилової кислоти визначається наявністю двох замісників з протилежними мезомерними та індуктивними ефектами: донорної гідроксильної й акцепторної карбоксильної: внаслідок цього саліцилова кислота значно легше бензойної, але не так активно, як фенол, вступає в реакції електрофільного заміщення внаслідок стабілізації проміжного σ-комплексу гідроксильною групою.
При нагріванні саліцилова кислота декарбоксилюється до фенолу, у промисловості саліцилову кислоту зазвичай отримують зворотною реакцією — карбоксилюванням феноляту натрію вуглекислим газом при 150–180 °C і тиску 5 атм (реакція Кольбе — Шмітта):
Слід звернути увагу, що таке карбоксилювання фенолу, по-перше, оборотне і, по-друге, істотну роль у карбоксилюванні в орто-положення до фенольного гідроксилу грає ефект взаємодії координаційного зв'язку катіона лужного металу з кисневими лігандами з утворенням хелатообразного проміжного стану: так, в орто-положення з утворенням саліцилату карбоксилювання відбувається тільки у випадку фенолятів натрію і літію, у разі фенолятів калію, рубідію і цезію карбоксилювання йде по пара-положенню — катіони цих лужних металів мають більший радіус і координаційна стабілізація перехідного стану неможлива. Про оборотності реакції говорить також перегрупування дікалієвої солі саліцилової кислоти в дікалієву сіль пара-гідроксібензойной кислоти й перетворення натрієвої солі пара-гідроксібензойной кислоти при нагріванні в динатрієву сіль саліцилової кислоти.
Таке хелатоутворення характерно для саліцилової кислоти. Якісний метод виявлення саліцилової кислоти оснований на утворенні інтенсивно забарвлених у синьо-фіолетовий колір комплексів з хлоридом заліза (III).
Каталітичне гідрування на платині, а також відновлення натрієм в ізоаміловому спирті веде до утворення пімелінової кислоти HOOC(CH2)5COOH.

## Токсичність
При потраплянні саліцилової кислоти всередину спостерігається подразнення слизової оболонки шлунку, з'являється біль у надчеревній ділянці, нудота, а іноді й блювота. Тому саліцилову кислоту не вживають перорально — з цією метою використовують солі саліцилової кислоти (саліцилати) та її похідні.

## Рослинний гормон
Саліцилова кислота (СК) є фенольним фітогормоном і знаходиться в рослинах впливаючи на ріст і розвиток рослин, фотосинтез, транспірацію, поглинання іонів та транспорт всередині рослини. СК також викликає специфічні зміни в анатомії листя і хлоропластових структур.

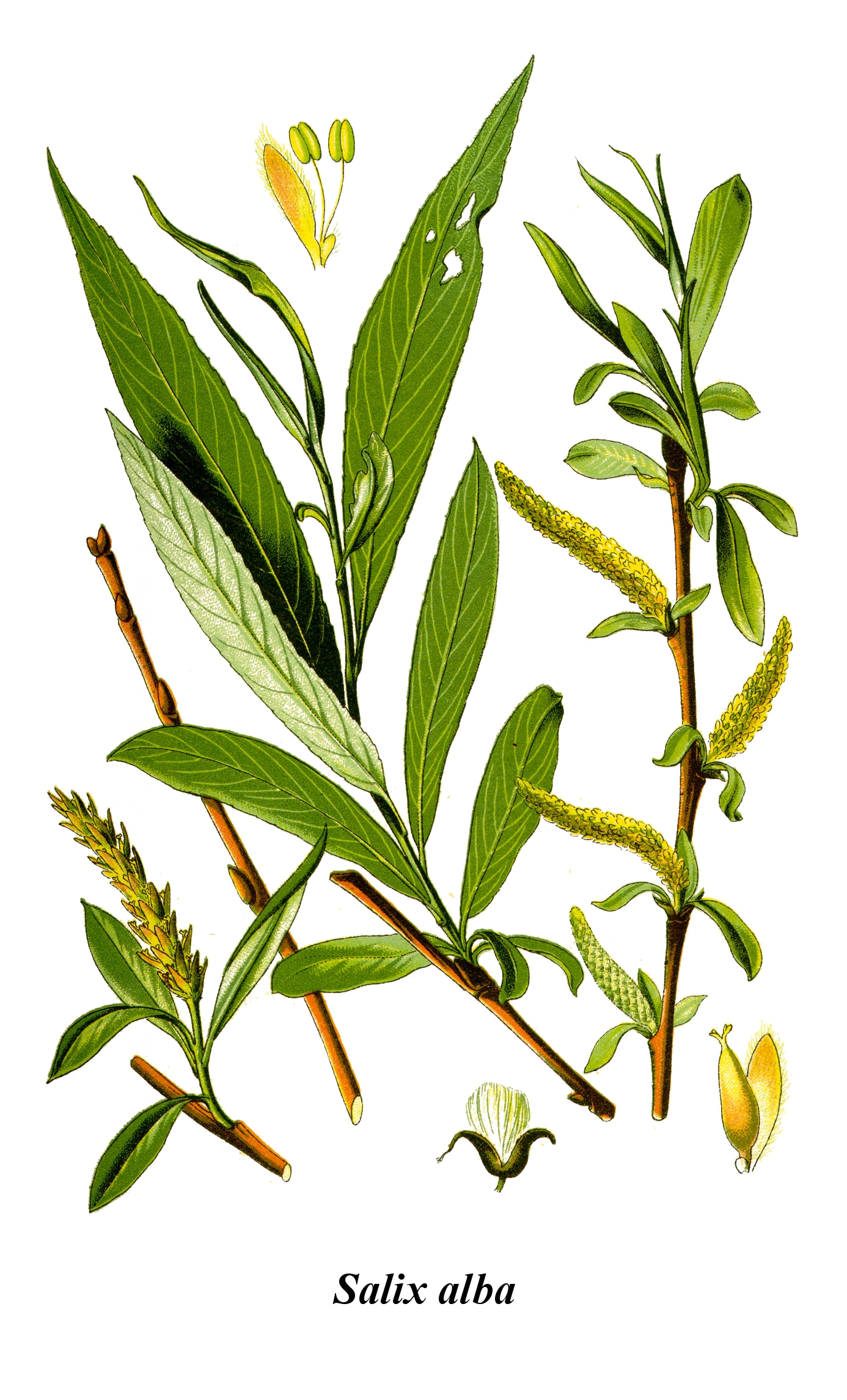
Біла верба (Salix alba) це природне джерело саліцилової кислоти

## Виробництво
Саліцилова кислота синтезується з амінокислоти фенілаланіну. З Arabidopsis thaliana вона також може бути синтезована за допомогою фенілаланін-незалежного шляху.
Натрію саліцилат оброблюють натрієм фенолятом (натрієва сіль фенолу) з діоксидом вуглецю при високому тиску (100 атм) і при високій температурі (390K) — метод, знаний як реакція Кольбе — Шмітта. Нейтралізація продукту з сірчаною кислотою дає саліцилову кислоту:

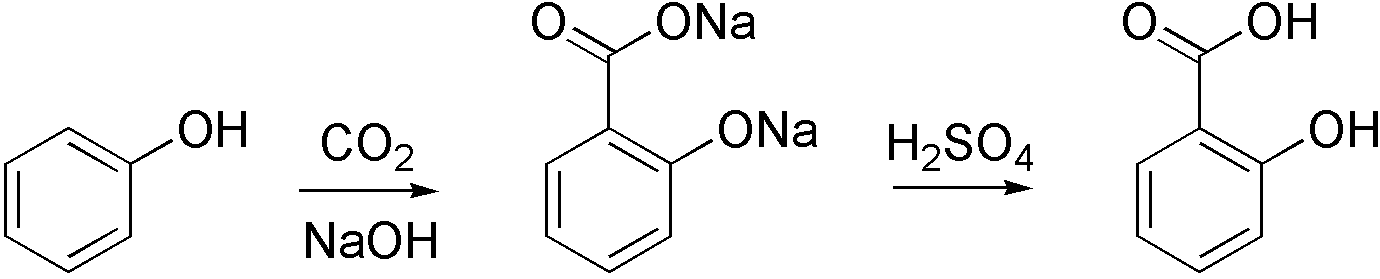

Вона також може бути отримана гідролізом аспірину (ацетилсаліцилова кислота) або метилсаліцилату з сильною кислотою або основою.

## Інші сфери використання
Хоча саліцилова кислота токсична у великих кількостях, та все ж її використовують як харчовий консервант. У деяких людей проявляється підвищена чутливість до саліцилатів, тому навіть малі дози речовин можуть бути шкідливі.
У концентраціях 10-20% саліцилова кислота виявляє кератопластичну дію (розпушує і відокремлює епідерміс) — це обумовлює її використання в складі протимозольних засобів. У концентраціях 1-2% сприяє розростанню епідермісу.

### Медицина
Спиртовий розчин саліцилової кислоти (1 %, 2 %) застосовують як дерматологічний, антисептичний засоби